# 儀式 (電影)
《儀式》（法語：La Cérémonie）是一部於1995年上映的犯罪劇情片。電影由克勞德·夏布洛執導，改編自露絲·倫德爾的小說《石中决》。該片與克莉絲汀和莉亞·帕品事件（Christine and Léa Papin）有些相似，該事件也是尚·惹內1947年舞台劇《女僕》的靈感來源。

## 評價
爛番茄收集的28篇專業影評文章中，「新鮮度」為93%2012年4月17日，羅傑·艾伯特將《冷戰》加入「偉大電影」名單。

## 外部鏈接
- 互联网电影数据库（IMDb）上《冷戰》的资料（英文）